# Главен сержант на батальон
Главният сержант на батальон е пряко подчинен на командира на батальона и на главния сержант на поделението. Той е пряк началник на сержантите и войниците в батальона (дивизиона, ескадрилата). Изпълнява методически и контролни функции по отношение на сержантския (старшинския от ВМС) и войнишкия (матроския) състав от батальона. Също така контролира и провежда инструкторско-методически занятия с главните сержанти от ротите и сержантите от щабните подразделения по теми, утвърдени от командира на батальона.